# فيرناندو موسليرا
نيستور فيرناندو موسليرا ميكول (بالإسبانية: Néstor Fernando Muslera Micol)، الشهير باسم فيرناندو موسليرا (بالإسبانية: Fernando Muslera)، مواليد 16 يونيو 1986 في بوينس آيرس، لاعب كرة قدم من الأوروغواي، يلعب حالياً لصالح نادي غلطة سراي في الدوري التركي الممتاز منذ 2011 في مركز حارس مرمى. وسبق أن لعب لنادي لاتسيو الإيطالي.

## روابط خارجية
- فيرناندو موسليرا على موقع IMDb (الإنجليزية)
- فيرناندو موسليرا على موقع الاتحاد الدولي (مؤرشف)  (الإنجليزية)
- فيرناندو موسليرا على موقع الاتحاد الأوربي (الإنجليزية)
- فيرناندو موسليرا على موقع اتحاد تركيا (لاعب) (الإنجليزية)
- فيرناندو موسليرا على موقع قاعدة بيانات كرة القدم.إي يو (الإنجليزية)
- فيرناندو موسليرا على موقع ليكيب (الفرنسية)
- فيرناندو موسليرا على موقع ناشيونال فوتبول تيمز (الإنجليزية)
- فيرناندو موسليرا على موقع Soccerbase.com (لاعب) (الإنجليزية)
- فيرناندو موسليرا على موقع Soccerway.com (الإنجليزية)
- فيرناندو موسليرا على موقع عالم كرة القدم.نت (الإنجليزية)
- فيرناندو موسليرا على موقع AS.com (الإسبانية)